# Şabran (district)
Şabran (ook geschreven als Shabran, vroeger Dəvəçi genaamd) is een district in Azerbeidzjan.
Şabran telt 53.900 inwoners (01-01-2012) op een oppervlakte van 1090 km²; de bevolkingsdichtheid is dus 49,4 inwoners per km².